# Aristolochia iberica
Aristolochia iberica là một loài thực vật có hoa trong họ Aristolochiaceae. Loài này được Fisch. & C.A.Mey. ex Duch. mô tả khoa học đầu tiên năm 1864.